# Follow the Drinkin' Gourd

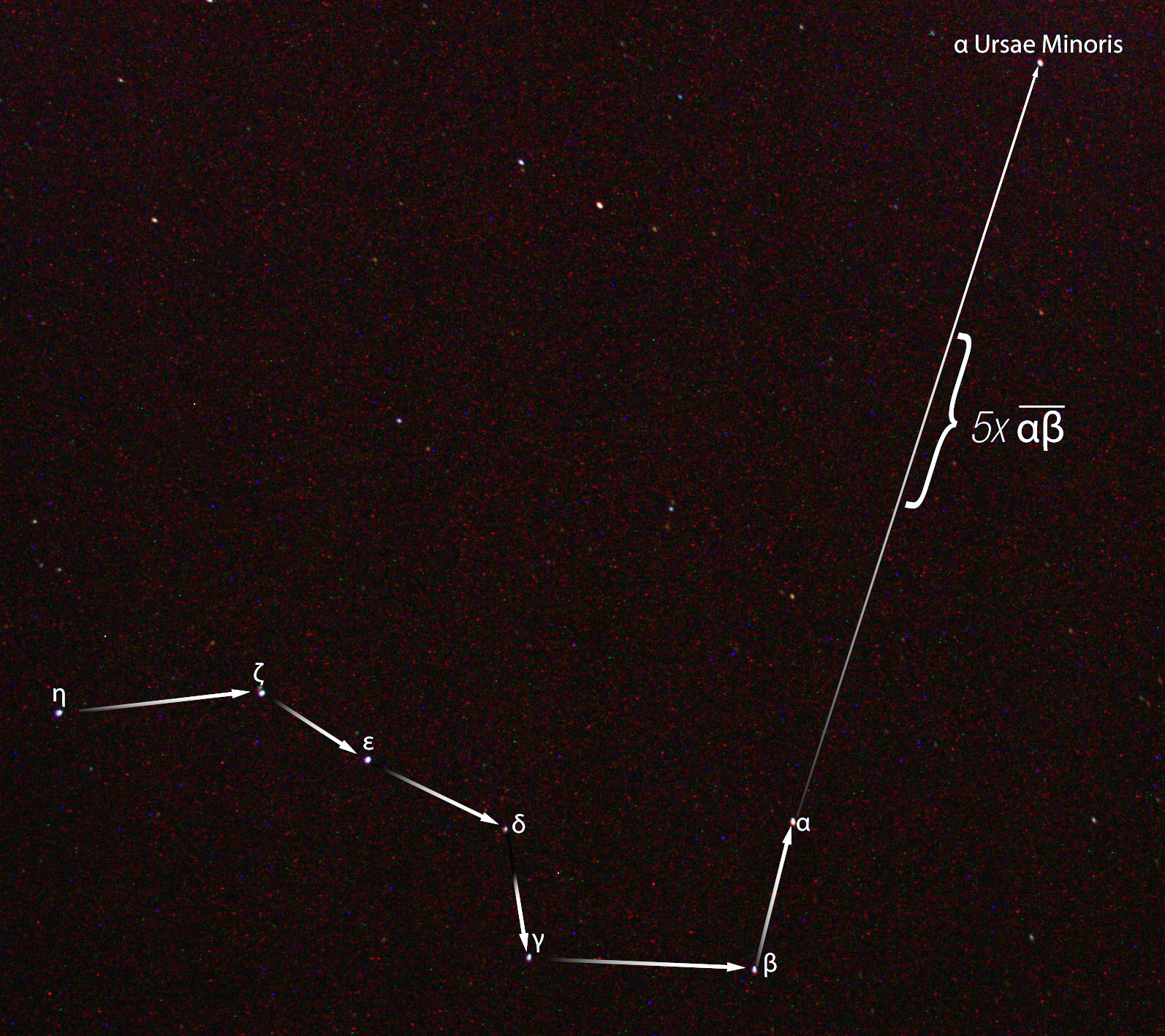
La stella polare (o stella del nord) si può trovare individuando prima l'Orsa Maggiore (cosa molto facile) e immaginando poi una linea che da Merak (β) raggiunge Dubhe (α) e prosegue oltre quest'ultima per cinque volte la loro distanza.

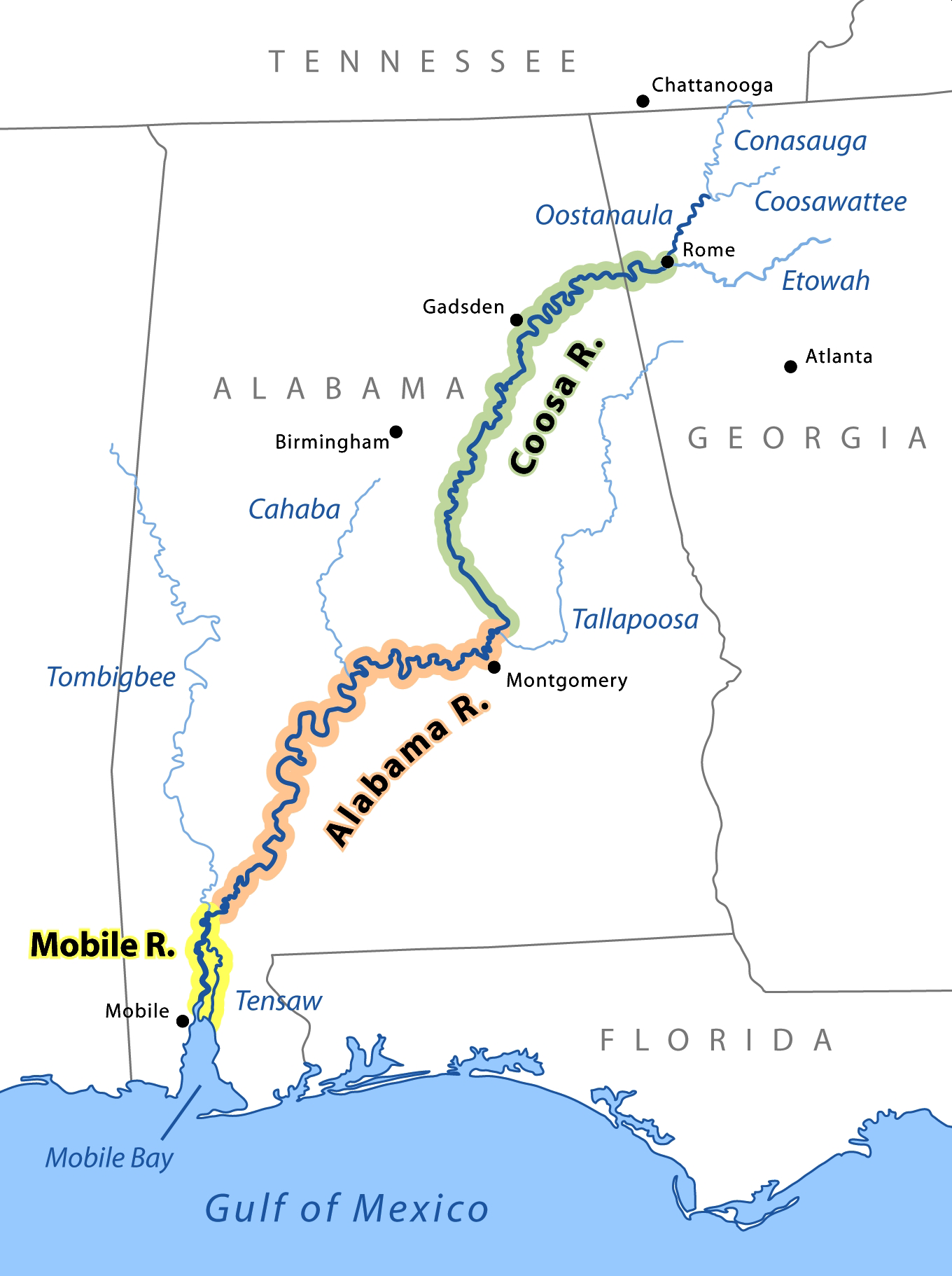
Il fiume Tombigbee che, unendosi al fiume Alabama, forma il fiume Mobile.

Follow the Drinkin' Gourd è una nota canzone tradizionale statunitense.

## Significato del titolo
Il Drinkin' Gourd (letteralmente: mestolo per bere) è un altro nome dell'asterismo (impropriamente chiamato costellazione) del Grande Carro.

## Storia
La tradizione popolare vuole che gli schiavi fuggiaschi lo usassero come punto di riferimento per non perdere l'orientamento. L'asterismo infatti è posizionato nell'emisfero boreale in modo tale da essere sempre visto a nord. Due delle sue stelle sono allineate e a "breve distanza" dalla stella polare.
Quindi, secondo una leggenda, gli schiavi dovevano cercare la Drinking Gourd e seguirla verso nord per raggiungere la libertà. Il nome drinking gourd si basa sulla somiglianza dell'asterismo con un mestolo. Il nome è simile a quello comunemente usato in Nordamerica per l'Orsa Maggiore: Big dipper, grande mestolo. Anche nei paesi slavi si vede nell'asterismo lo stesso oggetto e in Malaysia è chiamato "cucchiaio". Il termine gourd, traducibile anche con zucca, è usato per recipienti realizzati con il frutto di una cocurbitacea (stessa famiglia della zucca) svuotandola ed essiccandola. Questo recipiente era di uso comune tra gli schiavi e nelle zone rurali.
Secondo la tradizione la canzone Follow the drinkin' Gourd era usata da un conduttore della Underground Railroad di nome Peg Leg Joe per guidare gli schiavi in fuga. Il testo doveva essere una specie di crittografia elementare per evitare che gli schiavisti scoprissero il percorso verso la libertà. Mentre la canzone potrebbe riferirsi a qualche frammento perduto di storia, la sua origine e l'insieme delle circostanze rimangono un mistero.
Sembra che la canzone fosse la favorita di Harriet Tubman, che la cantava quando guidava gli schiavi a nord.

## Il testo della canzone
| Testo originale | se | Traduzione letterale | se | Commenti |
| --- | -- | --- | -- | --- |
| When the sun comes back and the first quail calls, Follow the Drinking Gourd. For the old man is waiting for to carry you to freedom, Follow the Drinking Gourd. If you follow the Drinking Gourd. |    | Quando il sole ritorna, al primo verso della quaglia, Segui il mestolino. Perché il vecchio ti aspetta per condurti alla libertà, Segui il mestolino. Se segui il mestolino. |    | In primavera, quando il sole risale e si ode il richiamo delle quaglie in cerca di accoppiamento. Il vecchio sarebbe Peg Leg Joe (peg leg significa gamba di legno). |
| |    | |    | |
| The river bank makes a very good road, The dead trees show you the way, Left foot, peg foot, traveling on Follow the Drinking Gourd.                                                               |    | La riva del fiume è una strada molto buona, Gli alberi secchi ti mostreranno la strada, Ecco il piede sinistro e la gamba di legno! Forza! Avanti! Segui il mestolino.       |    | Il fiume secondo la tradizione è il Tombigbee River. Peg Leg Joe, nelle biforcazioni, segnalava la strada corretta sul tronco degli alberi secchi con un piede sinistro e un punto al posto del piede destro. |
| |    | |    | |
| The river ends between two hills, Follow the Drinking Gourd. There's another river on the other side, Follow the Drinking Gourd.                                                                   |    | Il fiume termina tra due colline, Segui il mestolino. C'è un altro fiume dall'altra parte Segui il mestolino.                                                                |    | Le sorgenti del fiume Tombigbee sono vicine al monte Woodall. Le due colline possono essere il monte stesso e una collina vicina oppure il Woodall per la sua cima che presenta due lievi punte. Quando gli schiavi raggiungevano le sorgenti del Tombigbee dovevano proseguire a nord raggiungendo un altro fiume, il Tennessee. |
| |    | |    | |
| Where the great big river meets the little river, Follow the Drinking Gourd. For the old man is awaiting to carry you to freedom if you follow the Drinking Gourd.                                 |    | Dove l'immenso fiume incontra il piccolo fiume, Segui il mestolino. Perché il vecchio aspetta per portarti verso la libertà se segui il mestolino.                           |    | Il grande fiume, l'Ohio incontra il Tennessee vicino alla parte più bassa dello stato dell'Illinois, dove gli schiavi erano liberi. |

## Storia
La prima pubblicazione della canzone, senza particolare successo, è di Harris Braley Parks nel 1928. Parks disse di avere sentito canticchiare un ragazzino di colore e averne preso lo spunto per scrivere la canzone.

Nel 1947 Lee Hays, uno dei fondatori del gruppo folk The Weavers, pubblicò una sua versione della canzone.
Nel 1951, il complesso The Weavers pubblicò un 45 giri e un LP (Folk Songs of America and Other Lands, Decca) in cui era presente la canzone.
Sono seguite molte altre edizioni, tra cui quelle di John Woodum e Randy Sparks.
Negli anni cinquanta e sessanta divenne abbastanza popolare come canzone della Underground Railroad, nel corso delle lotte per i diritti civili degli afroamericani.
Nei primi anni del 2000, Joel Bresler, imprenditore e appassionato di musica, cercò di approfondire le origini della canzone, mettendo il frutto delle sue ricerche nel sito internet Follow the Drinking Gourd: A Cultural History, riportato nei collegamenti esterni.
La canzone venne usata come introduzione nella puntata del 10 luglio 2006 nel programma televisivo statunitense, di genere game show, Treasure Hunters.